# Halldór Laxness
Halldór Kiljan Laxness ►  pronunție ►  (în islandeză ˈhaltour ˈcʰɪljan ˈlaxsnɛs; nume la naștere Halldór Guðjónsson; n. 23 aprilie 1902, Reykjavík, Regatul Danemarcei⁠(d) – d. 8 februarie 1998, Mosfellsbær, Capital Region⁠(d), Islanda) a fost un scriitor islandez. De-a lungul activității sale a scris poezii, articole pentru ziare, piese de teatru, cărți de călătorii, povestiri și romane. A fost influențat de scriitorii August Strindberg, Sigmund Freud, Sinclair Lewis, Upton Sinclair, Bertolt Brecht și Ernest Hemingway. Este singurul islandez laureat cu Premiul Nobel.

## Motivația Juriului Nobel
"...pentru via sa forță etică ce a reînnoit marea artă narativă a Islandei" 
.

## Date biografice

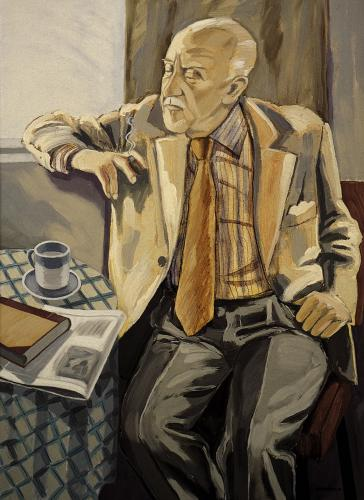
Halldór Laxness de Einar Hákonarson, 1984

S-a născut sub numele de Halldór Guðjónsson (după tradiția patronimicii islandeze) la Reykjavik, la 23 aprilie 1902, ca fiu al lui Guðjón Helgason si al lui Sigríður Halldórsdóttir. După ce a petrecut primii săi ani în capitala Islandei, în 1905 s-a mutat cu familia la Laxnes, lângă Mosfellsbær, o zona rurală imediat la nord de Reykjavík. De mic copil a început să citească literatură și să scrie povestiri. La 14 ani i-a apărut cel dintâi articol în ziarul Morgunblaðið, sub semnătura H.G. 
Halldór Guðjónsson va adopta pseudonimul Laxness după denumirea locului în care se afla ferma părintească. De condiție socială modestă, el va fi nevoit să exercite diferite meserii înainte de a se putea consacra adevăratei sale vocații, cea literară; avatarurile însă îl vor ajuta să-și lărgească orizontul de cunoaștere a vieții și vor adânci realismul viziunii sale. Debutează la 17 ani. 
Trăiește câtva timp o criză de misticism, în care sub aspect literar suferă pe rând, influența lui Strindberg, a filosofiei și expresionismului german, a suprarealismului și a lui Joyce. La 21 ani se convertește la catolicism și își adaugă prenumele Kiljan în cinstea Sfântului Kilian. A studiat teologia în Italia, apoi la mănăstirea Clervaux. Lecturile sale din suprarealiști și din Marcel Proust i-au influențat primul său roman mai însemnat, „Marele țesător din Cașmir”. Călător pasionat, a vizitat Italia, țările scandinave, Franța, Germania, SUA și de două ori în URSS (în 1932 și 1938). În vremea călătoriilor sale în SUA și Canada, leagă o strânsă prietenie cu scriitorul Upton Sinclair. Impresionat negativ de racilele societății capitaliste așa cum le constată în America de Nord, se îndepărtează de ideologia religioasă și devine captivat de tezele comuniste. Întors în Islanda, se căsătorește în 1930. A divorțat însă după 6 ani, în 1936. Se va recăsători la 43 ani, în 1945, cu o tânără de 21 ani.
Trei mari cicluri cuprind operele sale cele mai de seamă: Salka Valka (1931 - 1932), în care preocupările sociale sunt evidențiate în urmărirea evoluției unei tinere muncitoare; Oameni independenți (1934 -1935), care transpune literar lupta eroică a țărănimii islandeze; în sfârșit, ciclul care-i va aduce gloria, apărut între anii 1937 și 1940, tetralogia Saga despre poetul Olafur Karason  Lyosvikijur, reflectare destul de transparentă a epocii hitleriste.
Prin toate aceste romane, Halldór Laxness se impune ca un scriitor situat pe poziții democratice, progresiste, ceea ce-i atrage critici violente din partea cercurilor reacționare internaționale. Între 1940 și 1945 apare trilogia cuprinzând Clopotul din Islanda care îl consacră definitiv și este considerată capodopera sa.
Membru în Consiliul Mondial al Păcii, laureat al Premiului Internațional pentru Pace, scriitorul umanist, patriot și democrat își va vedea încununată cariera literară prin decernarea, în 1955, a Premiului Nobel pentru literatură.
A murit la 8 februarie 1998 la Gljúfrasteinn, lângă Mosfellsbær, într-un stabiliment pentru bătrâni invalidați, în ultimii ani fiind bolnav de boala Alzheimer.

## Opera
- Marele țesător din Cașmir - 1927
- Cartea poporului (Alþýðubókin) -  1929
- Salka Valka - 1931-1932
- Oameni independenți: saga eroică (Sjálfstætt fólk) - 1934-1935
- O zi de călătorie pe munți (Dagleið á fjöllum) - 1937
- Castelul din Sommerland - 1938
- Lumina lumii (Heimsljós) - 1939
- Casa poetului (Húss skáldsins) - 1939
- Frumusețea cerului - 1940
- Trilogia Clopotul din Islanda - 1943-1946
  - Clopotul din Islanda (1943)
  - Fecioara luminoasă (1944)
  - Pârjol în Copenhaga (Eldur i Kaupinhafn) - 1946
- Stațiunea atomică - 1948

## Traduceri
- O întâmplare la Rejkjavik, traducere de Tatiana Berindei, Editura de Stat pentru Literatură și Artă, București, 1955;
- Clopotul din Islanda, traducere de Mihai Isbășescu, Editura de Stat pentru Literatură și Artă, București, 1956;
- Stațiunea atomică, traducere de Radu Popescu și Ada Chirilă, Editura de Stat pentru Literatură și Artă, București, 1956;
- Sub ghețar, traducere de Crenguța Napristoc, Editura Niculescu, București, 2006.